# Talpa Poștei
Talpa Poștei – wieś w Rumunii, w okręgu Teleorman, w gminie Talpa. W 2011 roku liczyła 102 mieszkańców.